# NGC 7485
NGC 7485 é uma galáxia lenticular (S0) localizada na direcção da constelação de Pegasus. Possui uma declinação de +34° 06' 29" e uma ascensão recta de 23 horas, 06 minutos e 04,8 segundos.
A galáxia NGC 7485 foi descoberta em 19 de Agosto de 1828 por John Herschel.